# Ralf Matzka
Ralf Matzka (* 24. August 1989 in Villingen-Schwenningen) ist ein ehemaliger deutscher Radrennfahrer.

## Sportlicher Werdegang
Matzka gewann 2007 eine Etappe der Internationalen Junioren-Radrundfahrt Oberösterreich. Bei der Bahnrad-Europameisterschaft der Junioren in Cottbus gewann er Silber im Punktefahren und Gold im Madison. Bei der deutschen Meisterschaft gewann er bei den Junioren die Wettbewerbe im Madison, der Mannschaftsverfolgung und im Punktefahren.
2008 und 2010 fuhr Matzka für die Continental Teams Ista beziehungsweise Heizomat. In dieser Zeit gewann er auf der Straße zwei Etappen bei internationalen Rundfahrten: 2008 die dritte Etappe bei der Tour de Korea-Japan und 2010 die dritte Etappe beim Flèche du Sud. Bei den Bahn-Europameisterschaften der U23 gewann er 2010 Silber im Scratch und Bronze im Madison. In den Jahren 2011 und 2012 fuhr er für das ebenfalls der Continental-Kategorie angehörige Thüringer Energie Team. Zur Saison 2013 wechselte er zur Mannschaft von Ralph Denk, dem Team NetApp-Endura, das ab 2015 Bora-Argon 18 hieß.
Am 11. Juli 2017 wurde bekannt, dass Ralf Matzka bei einer Trainingskontrolle am 3. März 2016 positiv auf Tamoxifen getestet wurde. Für die festgestellten geringen Mengen der Substanz kommen neben einer absichtlichen Zuführung auch Nahrungsergänzungsmittel oder Wasser als Quelle infrage. Gesperrt wurde Matzka zunächst nicht, allerdings ist das sportrechtliche Verfahren noch nicht abgeschlossen. Von seinem Team Bora-Argon 18 wurde er zunächst nicht mehr eingesetzt und sein Vertrag nach der Saison 2016 nicht verlängert. Sein letztes Profirennen bestritt er am 3. April 2016 bei der Flandern-Rundfahrt. Das Ermittlungsverfahren der Staatsanwaltschaft wurde im September 2016 mangels Tatverdacht eingestellt. Im Januar 2018 gab der Weltradsportverband Union Cycliste Internationale bekannt, dass Matzka rückwirkend für zwei Jahre bis November 2018 gesperrt wurde.

## Erfolge
2007
- eine Etappe Oberösterreich-Rundfahrt
- Junioren-Europameister – Madison
- Deutscher Junioren-Meister – Punktefahren, Madison, Mannschaftsverfolgung

2008
- eine Etappe Tour de Korea-Japan

2010
- eine Etappe Flèche du Sud
- U23-Europameisterschaft – Scratch
- U23-Europameisterschaft – Zweier-Mannschaftsfahren (mit Theo Reinhardt)